# Lục giác

Lục giác đều

Một hình lục giác hoặc hình sáu cạnh hoặc hexagon [hɛksaˈgoːn] (tiếng Hy Lạp ἑξα, héxa, "sáu" và γονία, gonía, "góc") là một đa giác, một hình thể trong hình học phẳng, bao gồm sáu góc và sáu cạnh.
1 cạnh của lục giác đều là 120 độ .Nếu sáu cạnh có chiều dài bằng nhau, nó được gọi là một hình lục giác sáu cạnh đều. Chỉ khi tất cả các góc có cùng kích thước, và các cạnh bằng nhau, mới gọi là lục giác đều. Một hình khối với hai đáy hình lục giác gọi là lục lăng.

## Tam giác đều xây dựng trên các cạnh của một lục giác

Trung điểm của ba đoạn thẳng nối trọng tâm của các tam giác đều đối diện là một tam giác đều

Dựng sáu tam giác đều trên các cạnh của một lục giác bất kỳ sao cho chúng cùng hướng ra ngoài hoặc vào trong, khi đó trung điểm của các đoạn thẳng nối các trọng tâm của ba cặp tam giác đều đối diện nhau tạo thành một tam giác đều. Đây là định lý mở rộng của định lý Napoleon.

## Lục giác nội tiếp
Một lục giác có sáu đỉnh nằm trên một đường tròn gọi là một lục giác nội tiếp.

## Hình ảnh

Cách vẽ 1 lục giác đều bằng thước và compa
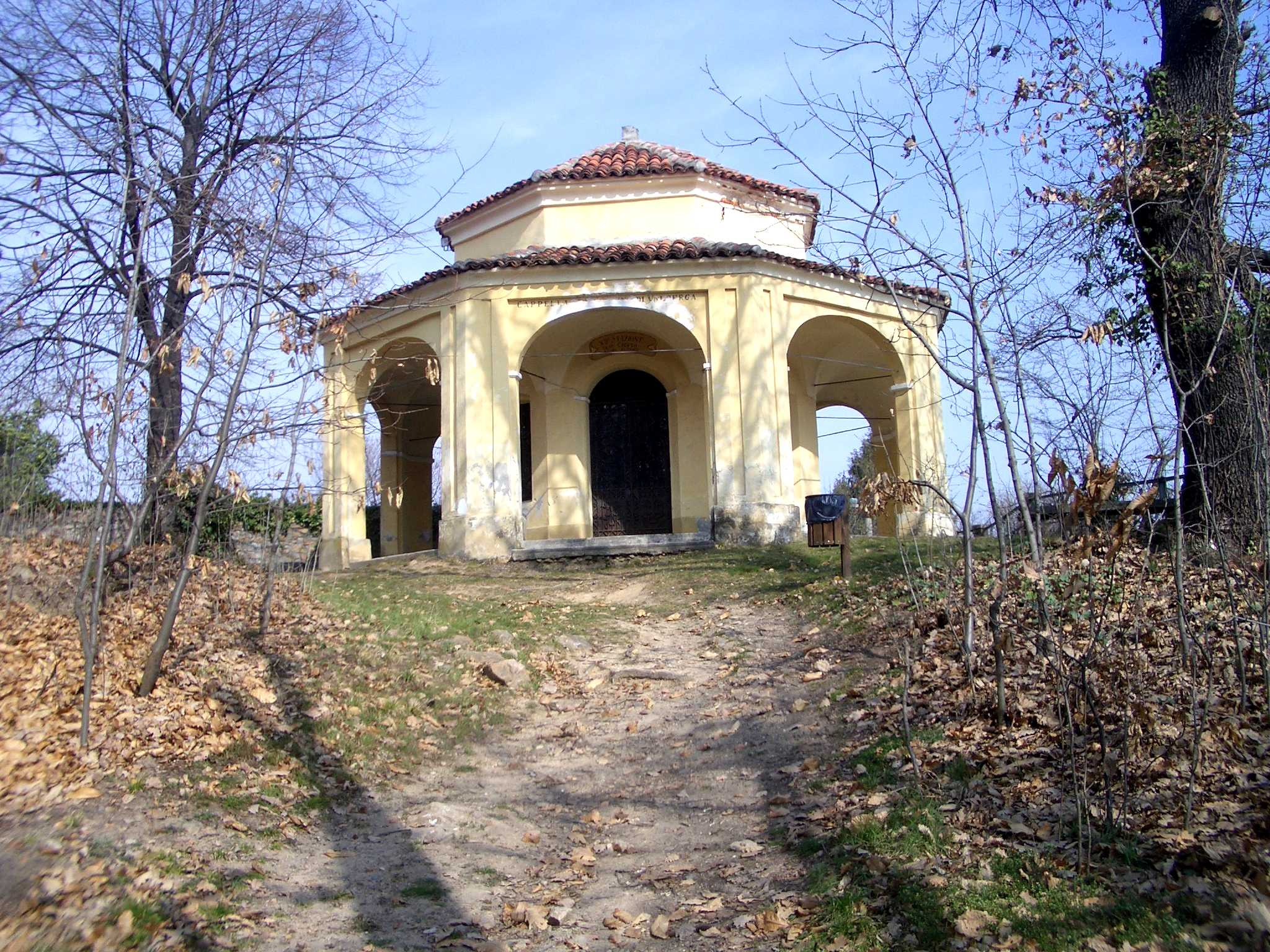
Tòa nhà lục lăng
Tòa nhà lục lăng
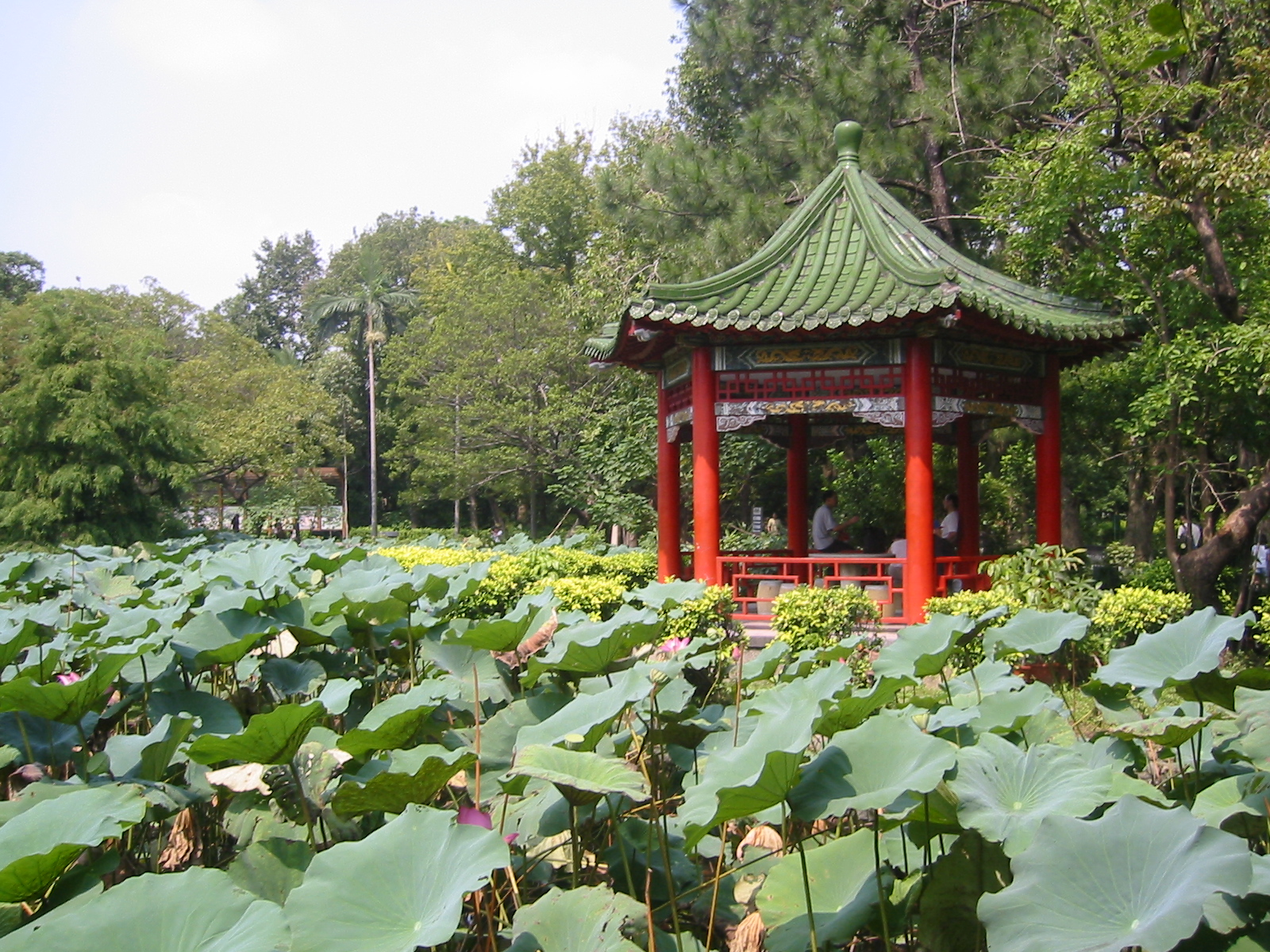
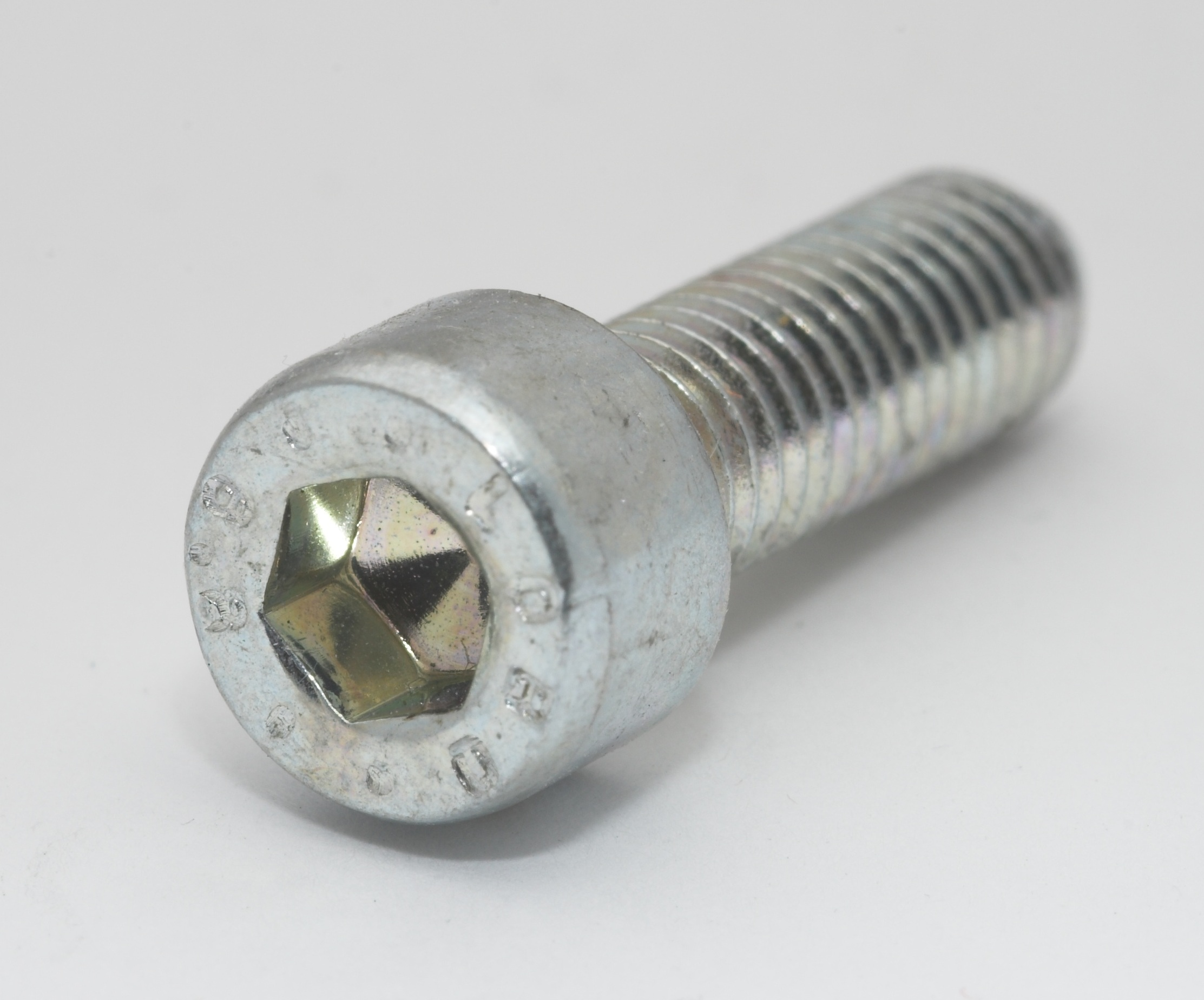
Một ốc vít với lục giác bên trong
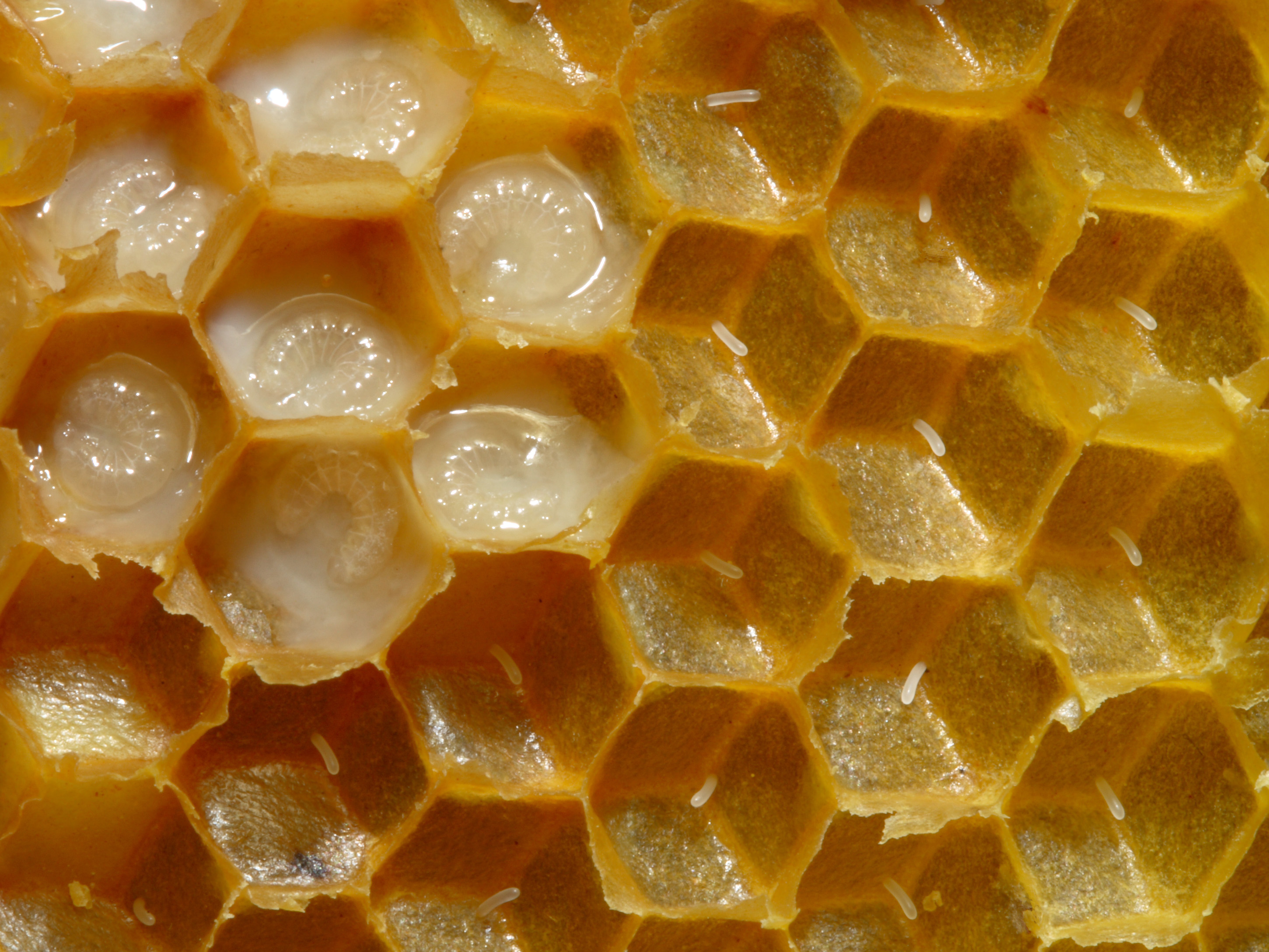
Ổ ong
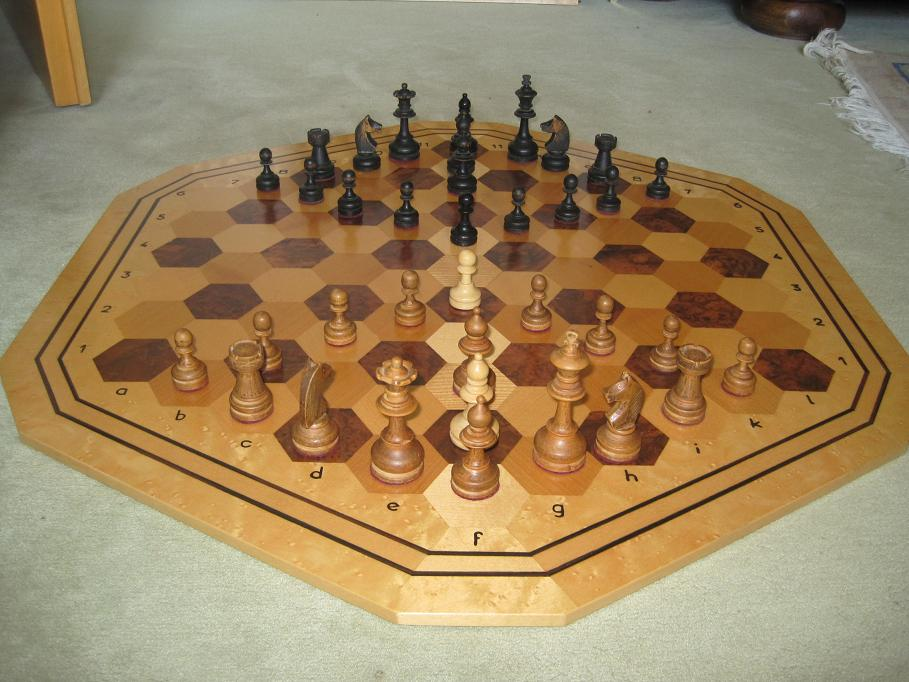
Cờ vua lục giác
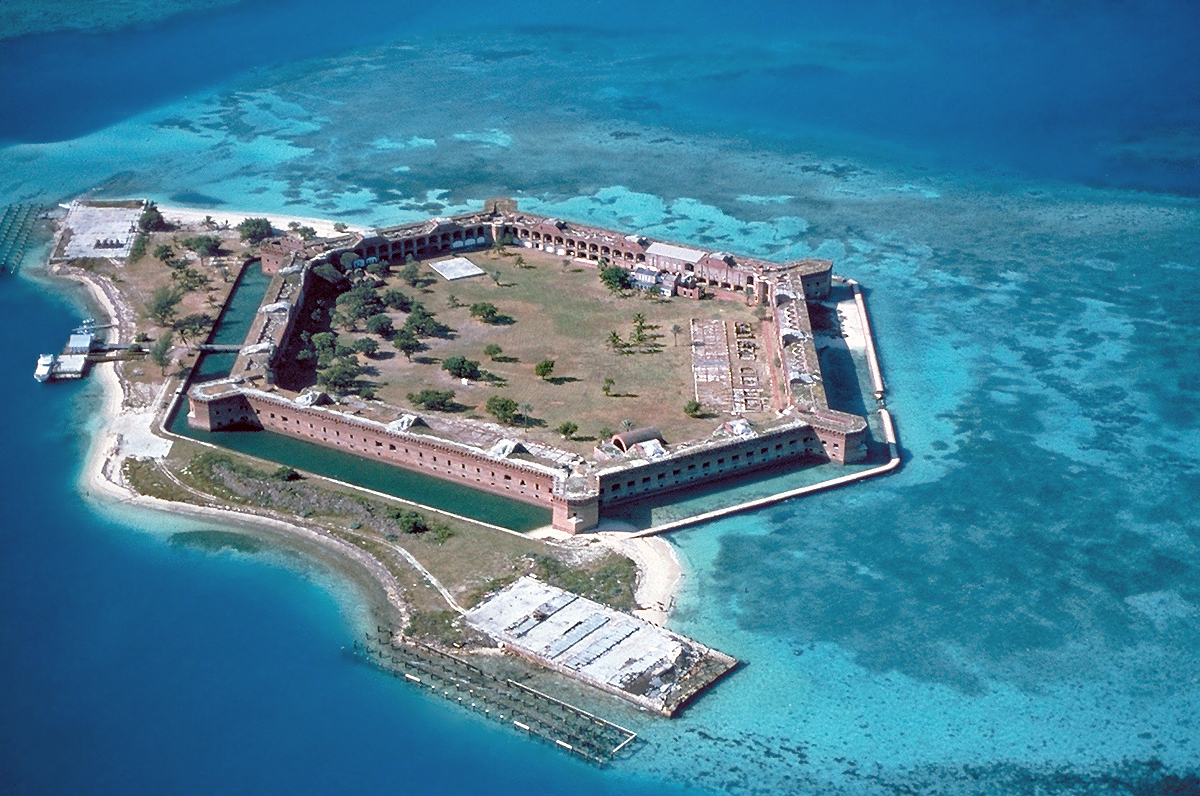
Fort Jefferson tại Florida Keys
Hình lục giác lõm, sáu cạnh đều